# Onthophagus rufescens
Onthophagus rufescens là một loài bọ cánh cứng trong họ Bọ hung (Scarabaeidae).